# Парфёнов, Владимир Николаевич
Влади́мир Никола́евич Парфёнов (26 октября 1945 — 29 марта 2012, Санкт-Петербург, Российская Федерация) — советский и российский учёный в области морфологии и физиологии клетки, физиологии оогенеза, директор ФГБУН Институт цитологии РАН, член-корреспондент РАН.

## Биография
Выпускник кафедры эмбриологии Ленинградского государственного университета им. А. А. Жданова. С 1974 г. после окончания аспирантуры работал в Институте цитологии РАН. С 1984 г. — заместитель директора по научной работе, с 2004 г. — директор Института цитологии РАН. Одновременно с 1988 г. — заведующий лабораторией морфологии клетки Института цитологии РАН.
Являлся председателем Ученого совета Института цитологии РАН и членом диссертационных советов при Институте цитологии РАН и Санкт-Петербургском государственном университете, вице-президентом Российского общества клеточной биологии, членом редколлегии журналов «Цитология», «Журнал эволюционной биохимии и физиологии», «Cell Research» и «Cell Biology International», членом Научно-технического совета Технологической Платформы «Постгенгомные и клеточные технологии в биологии и медицине». Автор 107 научных работ.

## Научная деятельность
Основные исследования — в сфере морфологической и молекулярной организации физиологических процессов клеточного ядра в его трехмерной структуре. Им получены научные данные по наличию цитоскелетного белка актина в клеточном ядре, доказано его участие в морфогенезе ядерных структур. Впервые на половых клетках ряда животных и человека установлена роль экстрахромосомных ядерных доменов в сопряженном распределении РНК-полимеразы II, транскрипционных факторов, факторов сплайсинга и белков ядерного экспорта мРНК — ведущих компонентов молекулярно-физиологических процессов экспрессии генов: транскрипции, созревания и экспорта мРНК.
Внес вклад в разработку структурного обоснования концепции внутриядерного удержания мРНК и участия в этом процессе ядерных доменов нуклеоплазмы, им получены новые результаты по обоснованию оригинальной концепции универсальности таких ядерных доменов, как тельца Кахала и кластеры интерхроматиновых гранул. Под руководством В. Н. Парфенова в Институте цитологии РАН получили успешное развитие работы по основам новых клеточных технологий в интересах регенеративной медицины.